# Батизавры
Батизавры (лат. Bathysaurus) — род лучепёрых рыб, единственный в семействе батизавровых (Bathysauridae) отряда аулопообразных (Aulopiformes). Морские придонные рыбы, обитают на больших глубинах (более 1000 м). Распространены в умеренных и тропических водах всех океанов. Гермафродиты. Одни из самых глубоководных сверххищников Мирового океана. Максимальная длина тела 78 см.

## Таксономия и этимология
Род Bathysaurus впервые описан в 1878 году английским зоологом немецкого происхождения Альбертом Гюнтером (англ. Albert Karl Ludwig Gotthilf Günther; 1830—1914) и помещён в семейство ящероголовых (Synodontidae). В 1996 году Роберт Джонсон (англ. Robert Karl Johnson) с соавторами на основании анализа синапоморфий показали, что данный род не имеет родственных связей с ящероголовыми. В том же году Baldwin and Johnson выделили батизавров в собственное монотипическое семейство батизавровых.
Латинское название рода образовано от греческих слов (греч. Βάθος) — глубина и (греч. Σαύρα) — ящерица.

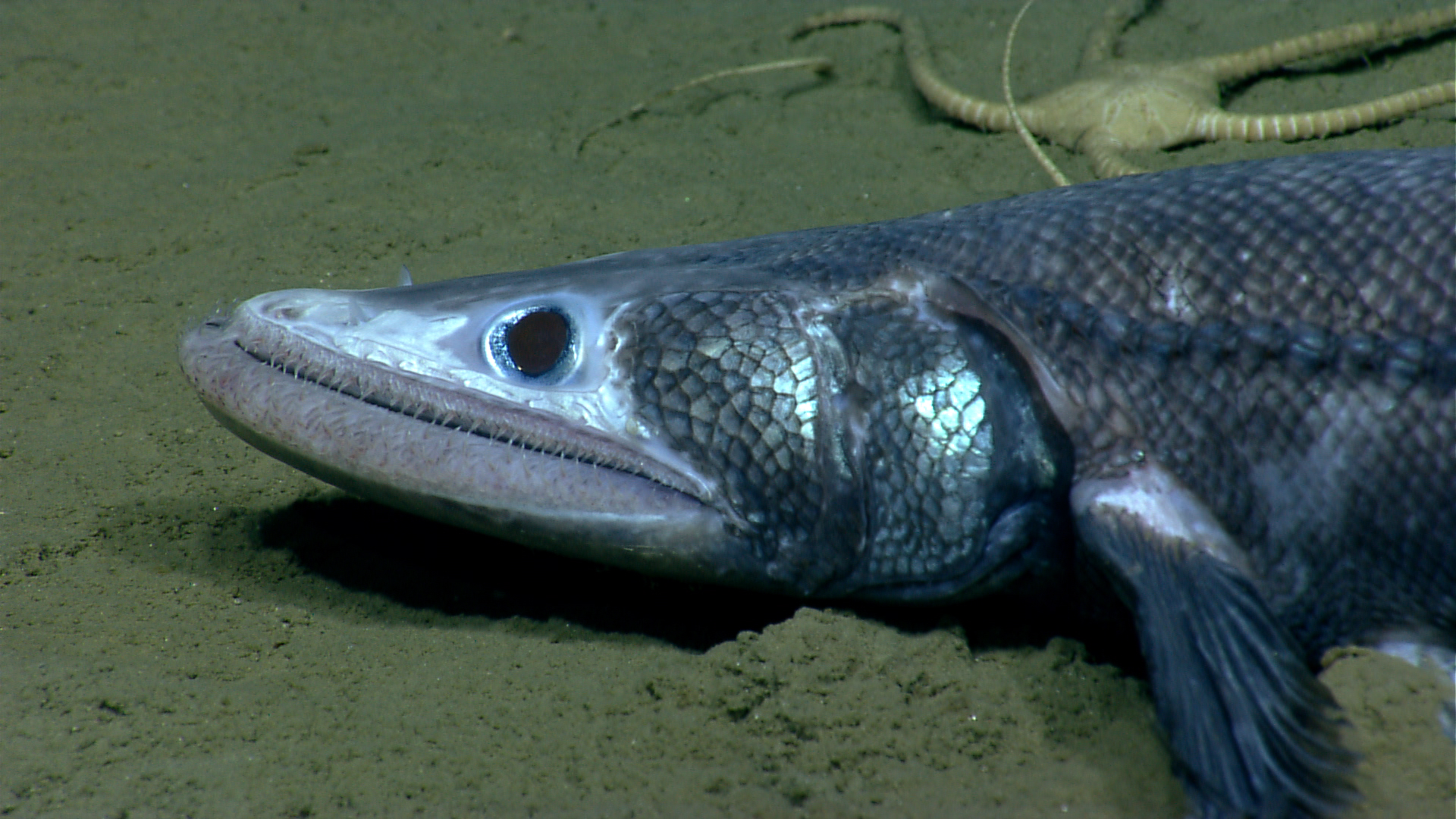
Воинственный батизавр

## Описание
Голова сильно сжата в дорсовентральном направлении. Окончание верхней челюсти заходит далеко за вертикаль, проходящую через задний край глаза. На челюстях многочисленные острые игловидые зубы, загнутые назад. Тело покрыто чешуёй, в боковой линии чешуя увеличенная. В спинном плавнике 15—18 мягких лучей, в анальном плавнике 11—14 мягких лучей. В грудных плавниках 15—17, а в брюшных — 8 мягких лучей. Жировой плавник имеется или отсутствует. В жаберной перепонке 8—13 лучей.

## Биология
Постличинки по внешнему виду значительно отличаются от взрослых особей. В начале XX века их даже относили к другому роду Macristium, и лишь в 1974 году доказана синонимичность указанного рода с Bathysaurus. Личиночное развитие протекает медленно и продолжается длительный период времени. В это время личинки ведут планктонный образ жизни в пределах нескольких сотен метров от поверхности воды. Затем происходит быстрая трансформация к мальковой стадии и переход к придонному образу жизни.

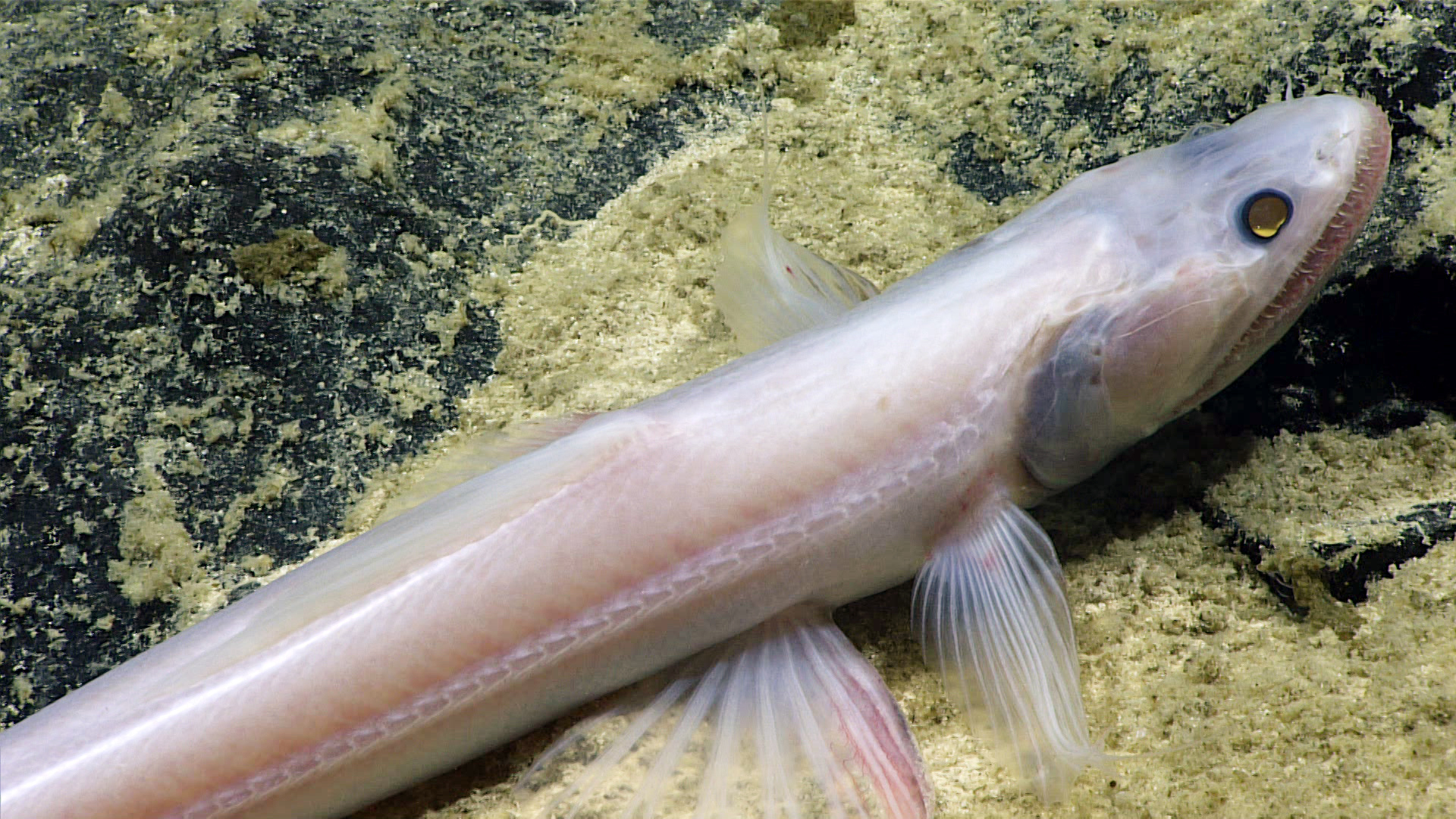
Нежный батизавр

## Классификация
В составе рода выделяют 2 вида:
- Bathysaurus ferox Günther, 1878 — Воинственный батизавр
- Bathysaurus mollis Günther, 1878 — Нежный батизавр